# Peperomia bernieriana
Peperomia bernieriana är en pepparväxtart som beskrevs av Friedrich Anton Wilhelm Miquel. Peperomia bernieriana ingår i släktet peperomior, och familjen pepparväxter. Inga underarter finns listade i Catalogue of Life.